# Loeseliastrum
Loeseliastrum es un género con 34 especies de plantas con flores perteneciente a la familia Polemoniaceae. 

## Especies seleccionadas
- Loeseliastrum depressum
- Loeseliastrum matthewsii
- Loeseliastrum schottii

- Datos: Q953505
- Multimedia: Loeseliastrum / Q953505
- Especies: Loeseliastrum